# Parlophone Records
Parlophone Records Limited (còn gọi là Parlophone Records và Parlophone)là hãng thu âm của Đức và Anh Quốc, được lập tại Đức vào năm 1896 bởi Carl Lindström Company với tên bản ngữ là Parlophon. Chi nhánh ở Anh Quốc được lập ngày 8 tháng 8 năm 1923 với tên the Parlophone Company Limited (tức Parlophone Co. Ltd.), đến thập niên 1920 đã trở thành một hãng trứ danh chuyên dòng nhạc jazz ở Anh. Ngày 5 tháng 10 năm 1926, Columbia Graphophone Company mua lại hoạt động kinh doanh, thương hiệu, biểu trưng và kho nhạc của Parlophone rồi sáp nhập vô Gramophone Company vào ngày 31 tháng 3 năm 1931 để lập ra hãng EMI. George Martin gia nhập Parlophone vào năm 1950 trong vai trò trợ lý cho Oscar Preuss (giám đốc hãng đĩa, là người lập nên chi nhánh Luân Đôn vào năm 1923), đến năm 1955 thì Martin lên chức giám đốc. Martin sản xuất và phát hành rất đa dạng thể loại, từ nhạc của hề Peter Sellers, của nghệ sĩ dương cầm Mrs Mills cho đến của thần tượng tuổi teen là Adam Faith.
Năm 1962, Martin ký hợp đồng thu âm với The Beatles, trước đó bị Decca Records từ chối cộng tác. Suốt thập niên 1960s, thêm sự cộng tác của Cilla Black, Billy J. Kramer, The Fourmost và The Hollies, Parlophone vươn lên thành một trong những hãng đĩa nổi tiếng nhất toàn cầu. Trong mấy năm, Parlophone chiếm doanh số đĩa nhạc bán chạy nhất tại Anh Quốc với đĩa "She Loves You" và album Sgt. Pepper's Lonely Hearts Club Band, đều của ban nhạc Beatles. Nhãn đĩa này sản xuất ra bảy đĩa đơn chiếm vị trí quán quân trong năm 1964, đứng đầu UK Albums Chart suốt 40 tuần. Parlophone vẫn là chi nhánh của EMI đến thời điểm sáp nhập vô Gramophone Co. vào ngày 1 tháng 7 năm 1965. Ngày 1 tháng 7 năm 1973, Gramophone Co. đổi tên thành EMI Records Limited.
Ngày 28 tháng 9 năm 2012, các nhà lập pháp chấp nhận kế hoạch tiếp quản hãng EMI do Universal Music Group (UMG) đề xuất với điều kiện nhóm nhãn đĩa EMI bị tách ra hoạt động riêng, vì thế có một thời gian ngắn EMI Records Ltd bao gồm cả Parlophone (không tính các đĩa nhạc của nhóm The Beatles) hoạt động riêng bằng thương hiệu Parlophone Label Group (PLG). Ngày 7 tháng 2 năm 2013, Warner Music Group (WMG) mua lại Parlophone và [PLG], đưa Parlophone thành một trong ba nhãn đĩa hàng đầu của WMG cùng vói Warner Records và Atlantic Records. PLG được đổi tên thành Parlophone Records Limited vào tháng 5 năm 2013. Parlophone hiện là nhãn đĩa hàng đầu cổ nhất của tập đoàn WMG.